# 賈曹·達瑪仁欽
賈曹·達瑪仁欽（藏語：རྒྱལ་ཚབ་དར་མ་རིན་ཆེན་，威利转写：Rgyal tshab dar ma rin chen；1364年—1431年），經常被尊稱為贾曹杰（藏語：རྒྱལ་ཚབ་རྗེ་，威利转写：Rgyal tshab rje，THL：Gyaltsab Je），格鲁派高僧，是宗喀巴大师的大弟子之一，继宗喀巴大师之后任甘丹寺，为第二任甘丹赤巴。

## 生平
賈曹杰尊者生於後藏，十歲時在內寧寺堪布仁欽幢、與查投·童戒二人門下出家，受沙彌戒，法號達瑪仁欽。25歲時受具足戒。他在澤當地方時，聽說宗喀巴大師之名，原欲前往與他辯經，但在聽到宗喀巴說法之後，大為折服，於是成為宗喀巴之徒。

## 外部參考
- 入菩薩行論釋 佛子正道 （页面存档备份，存于）